# Bollklöver
Bollklöver (Trifolium leucanthum) är en ärtväxtart som beskrevs av Friedrich August Marschall von Bieberstein. Enligt Catalogue of Life ingår Bollklöver i släktet klövrar och familjen ärtväxter, men enligt Dyntaxa är tillhörigheten istället släktet klövrar och familjen ärtväxter. Arten förekommer tillfälligt i Sverige, men reproducerar sig inte. Inga underarter finns listade i Catalogue of Life.